# Nicola Crüsemann
Nicola Crüsemann (* 1964) ist eine deutsche Vorderasiatische Archäologin und Museumspädagogin.
Nicola Crüsemann, Tochter des Alttestamentlers Frank Crüsemann, studierte an der Universität Frankfurt am Main und an der Freien Universität Berlin Vorderasiatische Archäologie. Schon zu Studienzeiten interessierte sich Crüsemann für Museumsarbeit. Sie absolvierte ein Praktikum am Département des Antiquités Orientales des Louvre in Paris und anschließend ein einjähriges studienbegleitendes Praktikum am Vorderasiatischen Museum in Berlin. 1997 war sie an der Konzeption der Ausstellung des Vorderasiatischen Museums „Mit Spitzhacke und Zeichenstift. Archäologie des Alten Orients“ beteiligt. Ihre Dissertation „Vorgeschichte und Entstehungsjahre (1899–1918) der Vorderasiatischen Abteilung der Berliner Museen vor fach- und kulturpolitischen Hintergründen“ beschäftigte sich mit der Geschichte des Vorderasiatischen Museums, an dem sie von Ende 1998 an Volontärin war. Doktorvater Crüsemanns war Hans J. Nissen, Zweitgutachter der Dissertation Johannes Renger.
Von 1999 an war Crüsemann eine der drei Leiterinnen des Jungen Museums Speyer, der museumspädagogischen Abteilung des Historischen Museums der Pfalz. Anschließend gehörte sie zu den Kuratoren der Ausstellung „Saladin und die Kreuzfahrer“ der Reiss-Engelhorn-Museen. Dort war sie 2007 Projektleiterin der Sonderausstellung Alexander der Große und die Öffnung der Welt (2009/2010). Später leitete sie das Ausstellungsprojekt URUK – 5000 Jahre Megacity, das 2013/14 im Pergamonmuseum in Berlin und im LWL-Museum für Archäologie in Herne gezeigt wurde.

## Schriften
- Ein Buch mit 288 Siegeln. Die frühen Siegel der Erlenmeyer-Sammlung. Versuch einer chronologischen und regionalen Einordnung. Magisterarbeit FU Berlin 1993
- Vorderasiatisches Museum Berlin, Geschichte und Geschichten zum hundertjährigen Bestehen, Staatliche Museen zu Berlin, Preußischer Kulturbesitz, Berlin 2000, ISBN 3-88609-442-1.
- Vom Zweistromland zum Kupfergraben. Vorgeschichte und Entstehungsjahre (1899–1918) der Vorderasiatischen Abteilung der Berliner Museen vor fach- und kulturpolitischen Hintergründen. Gebrüder Mann, Berlin 2001, ISBN 3-7861-2403-5, (Jahrbuch der Berliner Museen, N.F., Bd. 42. 2000, Beiheft).

| Personendaten    | Personendaten                                              |
| ---------------- | ---------------------------------------------------------- |
| NAME             | Crüsemann, Nicola                                          |
| KURZBESCHREIBUNG | deutsche Vorderasiatische Archäologin und Museumspädagogin |
| GEBURTSDATUM     | 1964                                                       |